# Imperia Online
Imperia Online es un juego multijugador masivo en línea de estrategia en tiempo real, desarrollado por la compañía de software búlgara Imperia Online S.A.U.. Fue lanzado originalmente el 23 de agosto de 2005. Ambientado en un mundo medieval, Imperia Online es un juego de estrategia predominantemente militar. Imperia Online ha sido traducido a 30 idiomas y tiene más de 40 millones de usuarios registrados. El juego se encuentra actualmente en su sexta versión, pero todavía hay reinos activos en la versión 5.

## Jugabilidad
Imperia online se encuentra en la época medieval. Su versión actual 6 se llama "Los Nobles", aunque todavía existen mundos activos de la versión 5. Cada jugador comienza el juego como el emperador de una provincia no desarrollada. La provincia puede desarrollarse mediante la construcción, y después la mejora, de diversos edificios económicos y militares entre los que edificios de producción de recursos y universidades, utilizadas para investigación de tecnologías claves. En un etapa más avanzado de desarrollo se permite el reclutamiento y el entrenamiento de unidades militares por las que los jugadores atacan a otras provincias para saquear sus recursos, así como para defenderse de los ataques enemigos. Los jugadores pueden intercambiar sus recursos con otros jugadores construyendo el edificio Mercado. La anexión de nuevos territorios y la colonización forman el imperio. Los jugadores pueden comunicarse entre sí por medio de mensajes personales en el juego, unirse a alianzas para cooperarse con otras con fin del desarrollo militar y económico.

### Inicio del juego
Los jugadores deben registrarse en ImperiaOnline.org, de forma gratuita, para entrar en el juego, proporcionando una dirección de correo electrónico y creando un nombre de usuario y una contraseña, o usando una cuenta de red social.
Después de iniciar sesión, el jugador sigue un tutorial que le guía a través de diversos aspectos del juego y proporciona recompensas por completarlo con éxito. Después del tutorial, a los jugadores se les da la oportunidad de completar misiones que llevan a desarrollo de la provincia. Antes de alcanzar 1000 puntos, cada jugador puede aprovechar "la protección del novato" que le protege de ataques enemigos.

### Recursos
Se necesitan recursos para el desarrollo de las provincias y el entrenamiento de las unidades militares. Tres de ellos – madera, hierro y piedra – se producen en los edificios correspondientes: Carpintería, Mina de hierro y Cantera de piedra. La mejora de estos tres edificios asegura más puestos para trabajadores, respectivamente se producen más recursos. El cuarto recurso principal es el oro. Se utiliza para el desarrollo de investigaciones, entrenamiento de unidades militares y construcción de edificios. También es la moneda universal para la compra y la venta de los otros tres recursos. El oro se obtiene a través de los impuestos, de la venta de recursos en el mercado, después de un asedio a la fortaleza exitoso, de los intereses de depósitos, y como premio de cofres con bonos. También, en el mapa global de un mundo de Imperia Online, hay varios recursos especiales, más de 50 tipos, que dan bonos a la producción de recursos, a las características de las unidades militares, aumentan la experiencia, etc.

### Edificios
En la capital hay 29 edificios en total. Ellos se construyen y mejoran desde un edificio principal, llamado "Centro de la ciudad". Cada jugador empieza con el Centro de la ciudad construido. Los dos tipos principales de edificios están separados en pestañas - "Economía" y "Militar". Cada edificio tiene una función especial. Por ejemplo, las dos universidades hacen posible el desarrollo las tecnologías militares y económicas.

### Provincias
Al inicio cada provincia es como un pueblo pequeño que se controla por el jugador. La construcción de edificios, el desarrollo de investigaciones y la formación de ejército facilita la expansión de la provincia en el mapa global. Más tarde el jugador puede anexar otros territorios que también se convierten en provincias, la primera queda como capital. El desarrollo de las provincias es similar a lo de la capital – deben ser construidos y mejorados los edificios, se debe cuidar a la población y mantenerla feliz, los recursos y las unidades militares pueden ser utilizados por todas las provincias. Las provincias anexadas tienen algunas desventajas en comparación con la capital: en ellas no se pueden construir universidades, el palacio, las sedes, el banco, las maravillas, etc. La colonización es una de las formas de ampliar el territorio de su imperio en el mapa global.

### Alianzas
Las alianzas en Imperia Online son grupos de jugadores que comparten su propia estrategia entre sí. Los miembros de la alianza donan recursos en el tesoro de la alianza que se invierten en investigaciones, en guerras, en construcción de dominios de la alianza, en la expansión de la influencia cultural y militar, etc. Los aliados pueden apoyarse unos a otros de una manera económica y militar a través del módulo de transferencia de oro entre sí. Las alianzas se clasifican en una clasificación separada basada en la suma total de puntos netos de todos los miembros.

### Batallas
El sistema de batalla de Imperia Online es complejo y detallado, a pesar de estar construido solamente de unos cuantos tipos de unidades militares. Las 5 categorías principales son espadachines, lanceros, arqueros, caballería y máquinas de asedio. El sistema de batalla requiere habilidad y pensamiento táctico del jugador, así como usar la formación adecuada, ya que el resultado final de la batalla se determina automáticamente al momento del encuentro y las unidades militares no pueden ser controladas directamente.
Hay tres tipos de ataques: batalla campal, asedio a la fortaleza e incendio. Al primer de ellos las tropas luchan solamente con el ejército en el campo del oponente, sin asediar la fortaleza o incendiar a la población civil. El único beneficio para el atacante son los puntos militares por derrotar las unidades enemigas y los puntos de honor. El asedio a la fortaleza se lleva a cabo después de una batalla campal exitosa para el atacante. Un exitoso asedio de la fortaleza saquea recursos del oponente. Si el jugador elige incendiar, sus tropas matan la población civil del oponente. Se gana oro por cada habitante asesinado. Pero por penalidad se castiga con la pérdida de honor. El espionaje es una parte muy importante del modelo militar ya que facilita al jugador información sobre el imperio enemigo que puede definir el resultados de una batalla.

### Los Nobles
Los Nobles son la tarjeta de presentación de versión 6. El módulo de los nobles se introdujo con la versión 6 del juego. Presenten el concepto de la nobleza – el emperador que puede ganar experiencia en dos disciplinas distintas y la corte imperial. Como gobernador de una provincia el emperador cuenta con habilidades que le ayudan aumentar la producción de recursos y la fuerza del ejército. Por otra parte como general el emperador recibe habilidades que mejoran sus capacidades de batallar. Cada uno de los nobles nace con sus propios talentos innatos, así que el elegir detallado de los herederos es la llave para una gerencia estable. En 2018, en el juego se implementó la mazmorra. Si el jugador pierde una batalla, existe la posibilidad de que su general sea capturado por el ejército enemigo.

### Ganar el reino
Desde el inicio de la versión 5 del juego, el ganador del reino fue determinado por la competencia de las alianzas. Durante de esta competencia las alianzas estaban tratando de conquistar los castillos en el mundo determinado y controlar la influencia que los mismos proyectan. Se requería al menos un 60 % de influencia de todo el territorio del mapa global por un número determinado de horas (dependiendo de la velocidad del mundo), para que la victoria pudiera estar asegurada. Después de haber determinada la alianza ganadora de la competición, la era terminaba.
A partir del año 2016 todas las eras, en todos los mundos de Imperia Online, finalizan en una fecha determinada, anunciada por el sistema del juego. El ganador del reino es la alianza que tiene mayor porcentaje de influencia hasta el final de la fecha o la alianza con el mayor valor de puntos netos, si ninguna tiene la influencia.

### Eventos globales
Los eventos globales son desafíos, que Imperia Online ofrece a sus jugadores. Las nuevas estructuras han aparecido por primera vez en la versión 6 y requieren habilidades y preparación. La Fortaleza Oscura, la Calavera de la Abundancia y la Torre del conocimiento son sólo una parte de los nuevos eventos, durante los que se unen reinos enteros para derrotarlos.

### Salón de la fama
En 2008, se activó el Salón de la fama. Esta función contiene información sobre la historia de todas las eras, en todos los mundos de Imperia Online, a lo largo de los años. Cada visitante de la página principal puede revisar el historial del juego y ver cuáles son los mejores jugadores y alianzas de cada mundo.

## Desarrollo
La idea del juego es concebida por Dobroslav Dimitrov, quien es responsable del diseño del juego, y Moni Dochev, responsable de codificar el proyecto.
El 23 de agosto de 2005, abre Mundo 1 de Imperia Online.
En 2006, la versión 2 y la versión 3 se lanzan al mismo tiempo y corren paralelamente con la versión 1, ofreciendo alternativas de jugabilidad para atender a los diferentes gustos de los jugadores. El juego ha sido traducido a 12 idiomas gracias a los esfuerzos de Community Mánagers y aficionados de Imperia Online. En el mismo año se lleva a cabo el primer torneo de Imperia Online - Invasiones nómadas.
En 2008, otra mejora se puso en marcha: la versión 4, que más tarde sirve como un prototipo de la versión 5. Con un juego aún más complejo y enriquecido, versión 4 más adelante recibiría una actualización visual importante, llamada versión 4A. El mismo año se introduce la primera para versión 4 edición del emblemático torneo Invasiones nómadas.
En 2010, la versión 5, Era de las Conquistas, se pone en marcha. Con ella se introducen nuevos módulos y efectos visuales, así como la adición de una segunda raza además de los imperianos - los nómadas. 
En 2011, el torneo Invasiones nómadas tiene lugar en los mundos de versión 5. Además, por primera vez se celebra el Campeonato Mundial de Imperia Online.
En 2012, el primer mundo Táctico y el mundo Mega Blitz se implementan, ofreciendo un desafío adicional para los jugadores más experimentados. Imperia Online V5 se lanza en iOS. El Campeonato Mundial de Imperia Online 2012 se lleva a cabo.
En 2013, Imperia Online está integrado en la mayor red social rusa, Odnoklassniki. Se mantiene el último Campeonato Mundial basado en la versión 5. La versión 5 está integrada en my.mail.ru y se lanza en Android.
Ese mismo año la versión 6, Los Nobles, se puso en marcha, con gráficos nuevos, mecánica ampliada y mejorada y nuevos módulos, el más interesante entre ellos - los nobles, dio el nombre de la versión.
En 2014, la versión 6 se lanza en iOS y Android, y también se integra con Facebook. Ese mismo año, el juego está disponible en los portales como Yahoo, Prosieben, Wild Tangent, División Onet y RBK Games. Imperia Online mejora la asociación con Mail Ru Group mediante la integración de la versión 6 en Odnoklassniki, my.mail.ru y Vkontakte.
En 2015, Imperia Online para Windows Phone es publicado por Game Troopers siendo el primer título Xbox búlgaro de Microsoft. El juego ofrece nuevos desafíos épicos con sus eventos globales como la Fortaleza Oscura, La calavera de la Abundancia y la Torre del conocimiento. Se llevó a cabo el 10.º aniversario del clásico torneo "Invasiones nómadas" de Imperia Online. Por primera vez, el juego tiene aspecto invernal a finales de año.
En 2016 se introduce un módulo nuevo - está presentada la Tienda imperial donde se ofrecen artículos diferentes como objetos de experiencia, objetos para reducción del tiempo de edificios e investigaciones económicas y militares, refuerzos de la fuerza del ejército durante una batalla y otras ofertas exclusivas. Es creado el mundo Blitz Masters - un mundo con reglas especiales que lo hacen extremadamente competitivo. Durante del mismo año Imperia Online es aprobado por la mayor plataforma en línea - Steam. Tiene lugar la primera Olimpiada Imperial - Juegos de verano 2016.
En 2017 Imperia Online es publicado por Play 3arabi bajo el nombre Kingdoms Online para iOS y Android. El juego es localizado completamente de lengua y contenido árabe, incluso la banda sonora y el arte del juego son personalizados según el aspecto cultural. Durante del mismo año Imperia Online integra ClanPlay - una aplicación de finalidad social para mejor comunicación entre los jugadores. Son presentadas nuevas y mejoradas versiones de los edificios tipo maravilla. Tiene lugar la próxima Olimpiada imperial - los Juegos de Invierno 2017.
A principios de 2018, Imperia Online está disponible en Samsung Galaxy App Store y MI App store. Al final del año, el juego debuta en Huawei AppGallery, KakaoTalk y One Store. Durante Huawei Connect Europe 2018 es presentado formalmente como una de las estrategias principales.
En ese mismo año, Imperia Online participa en la recaudación de fondos de War Child, junto con otros desarrolladores de juegos móviles. Para el evento Armistice en el juego se ofrece un especial paquete prémium y todos los ingresos obtenidos son donados para ayudar a niños afectados por la guerra.
A principios de 2019, se implementa el chat global - una función para mejora del elemento social en el juego, permitiendo a los jugadores comunicar simultáneamente en un mismo lugar. 
Más tarde, en Imperia Online se celebra Invasiones nómadas: Guerra civil, donde por primera vez los jugadores tienen la oportunidad de luchar no sólo contra las hordas nómadas, sino de luchar entre sí. Este mismo año, inicia el primer torneo Battle Royale de Imperia Online – un torneo plenamente PvP. 
Imperia Online también debuta en LootBoy, BILD y Wanted 5 Games. Al mismo tiempo, el juego está incluido en el portal de juegos Kixeye – el desarrollador de War Commander y Battle Pirates. Este mismo año, Imperia Online toma parte en la causa global de War Child, implementando paquetes especiales para venta en el juego. Todos los ingresos de los paquetes vendidos son directamente donados a War Child Armistice. En otoño, se celebra el Campeonato Mundial de Imperia Online, ganador es el equipo de Rumanía. Además, con ocasión del 10.º aniversario de la versión móvil del juego, algunos de los más famosos jugadores búlgaros de YouTube encabezan alianzas élites en el mundo denominado “Influencer wars”.
El primer torneo de 2020 fue el torneo anual de Imperia Online – Juegos de Invierno. A diferencia de los últimos dos años, él fue ganado por la alianza RoyalSquad. En mayo del mismo año, bajo el lema “Mundo bajo asedio”, tuvo lugar el Campeonato Mundial en el que participaron más de 30 equipos.
Al final del verano se celebró el torneo Juegos de Verano, en el que participaron varios equipos veteranos en el juego, como Mercenarios, DeathSquad, ForceAwakens y OldFriends. En el otoño Imperia Online celebró el 10o aniversario del Campeonato Mundial, con ocasión del que se organizaron también varios torneos internos y eventos. Por primera vez el Campeonato Mundial se celebró dos veces en el mismo año. Ganador por segundo año consecutivo fue el equipo de Rumanía.

## Torneos
Imperia Online ofrece torneos diferentes. Hasta ahora ha habido los siguientes tipos de torneos: Invasiones nómadas, Liga de Campeones, Guerra por supremacía, Olimpiada Imperial - Juegos de primavera, de verano y de invierno y Campeonato Mundial. En 2017, por primera vez tiene lugar el torneo Carrera de dominación. Nomad All Stars es el primer torneo con un fondo de premios de 5000 euros, que tiene lugar en 2018. 
Los Campeonatos Mundiales de 2011 y 2012 son ganados por el equipo búlgaro.
El Campeonato Mundial de 2013 es ganado por el equipo croata.
El Campeonato Mundial de 2014 es ganado por el equipo brasileño.
El Campeonato Mundial de 2015 es ganado por el equipo croata.
El Campeonato Mundial de 2016 es ganado por el equipo polaco.
El Campeonato Mundial de 2017 es ganado por el equipo búlgaro.
El Campeonato Mundial de 2018 es ganado por el equipo estadounidense.
El Campeonato Mundial de 2019 es ganado por el equipo rumano.
El Campeonato Mundial de 2020 es ganado otra vez por el equipo rumano.
| 2011 | equipo de Bulgaria |
| 2012 | equipo de Bulgaria |
| 2013 | equipo de Croacia  |
| 2014 | equipo de Brasil   |
| 2015 | equipo de Croacia  |
| 2016 | equipo de Polonia  |
| 2017 | equipo de Bulgaria |
| 2018 | equipo de EE. UU.  |
| 2019 | equipo de Rumanía  |
| 2020 | equipo de Rumanía  |

## Nominaciones
“Game Connection Awards 2014” París, Francia:
- Promising IP
- Desktop Downloadable
- Hardcore Game

“TIGA Games Industry Awards 2016”
- Nominación para Juego del Año

Amazon.de “Nuevos lanzamientos” en la categoría Banda sonora 2016: más vendidos productos nuevos
- Los dos álbumes de Imperia Online ocuparon el décimo y el undécimo lugar

“Europеan Business Awards 2016/17”
- Campeón Nacional en la categoría Enfoque al Cliente

“TIGA Games Industry Awards 2017”
- Nominación para Juego de estrategia